# Полверони (Ливорно)
Полверони је насеље у Италији у округу Ливорно, региону Тоскана.
Према процени из 2011. у насељу је живело 306 становника. Насеље се налази на надморској висини од 10 м.